# Mecanismo Conectar Europa
El Mecanismo Conectar Europa (CEF) es un fondo de la Comisión Europea para inversiones en infraestructuras de transporte, energía y proyectos digitales que apuntan a una mayor conectividad entre los Estados de la Unión Europea. Dicho fondo de 33 700 millones de euros para el período 2021-2027 ayudará a alcanzar los objetivos del Pacto Verde Europeo y de la Década Digital 2030. Opera a través de subvenciones, garantías financieras y bonos de proyectos. Está codirigido por las Direcciones Generales (DG) de Movilidad y Transportes (MOVE), Energía (ENER), y de Redes de Comunicación, Contenido y Tecnologías (CONNECT), estando gestionado por la Agencia Ejecutiva de Innovación y Redes.
La CEF Digital apoya la realización del mercado único digital a través de "conectando Europa" mediante «puentes digitales» (infraestructuras de servicios digitales) en beneficio de los ciudadanos, las empresas y las administraciones públicas. Promueve la visión de que los servicios públicos no solo son digitales, sino también transfronterizos. Hay dos tipos de infraestructuras de servicios digitales (DSI):
- Los DSI específicos del sector: despliegan servicios digitales transeuropeos complejos basados en soluciones técnicas y organizativas maduras: contratación electrónica, ciberseguridad, salud electrónica, justicia electrónica, resolución de disputas en línea, Europeana, Internet más seguro, datos abiertos.
- Los DSI conocidos como bloques de construcción: brindan servicios digitales básicos y reutilizables. Los bloques de construcción se pueden integrar en otros proyectos de DSI y TI y se pueden combinar entre sí.

## Bloques de construcción CEF
Los componentes básicos de CEF son servicios digitales básicos ofrecidos por el programa CEF. Los componentes básicos se basan en la legislación y las normas europeas para ayudar a los europeos a implementar algunas de las capacidades digitales más necesarias, como el intercambio de mensajes, el archivo de documentos y la identificación electrónica de usuarios.
Mediante el uso de componentes básicos, los servicios digitales se pueden desarrollar de forma más rápida, sencilla y rentable utilizando las tecnologías existentes, en lugar de que cada organización las desarrolle por su cuenta. CEF también ofrece subvenciones a sus usuarios que deseen adoptar bloques de construcción. 
Hay ocho bloques de construcción hasta la fecha, que incluyen eArchiving, Big Data Test Infrastructure (BDTI), Context Broker, eDelivery, eID, eInvoicing, eSignature y eTranslation. Cada uno viene con sus propias especificaciones técnicas, software de muestra (si corresponde) y servicios de soporte, como la mesa de ayuda, para respaldar su adopción.

### Bloques de construcción disponibles
Actualmente hay ocho bloques de construcción disponibles:
- eArchiving proporciona especificaciones de muestra, software y servicios de soporte para describir, transmitir y preservar datos basados en estándares internacionales.[6]
- Big Data Test Infrastructure ( BDTI ) es una caja de arena virtual donde las administraciones públicas pueden experimentar con diferentes herramientas y técnicas de big data para innovar nuevos servicios y soluciones digitales.[7]
- Context Broker centraliza y consolida datos de diferentes fuentes de datos de IoT, lo que permite análisis integrales e informes en tiempo real para una toma de decisiones más informada.[8]
- eDelivery ofrece especificaciones, software de muestra y servicios de soporte para configurar una infraestructura de servicio de entrega registrada para el intercambio de datos y documentos.[9]
- La eID ayuda a establecer la infraestructura técnica necesaria para identificar electrónicamente a los ciudadanos, las empresas y las autoridades públicas de otros Estados miembros europeos, tal como se define en el Reglamento eIDAS.[10]
- La facturación electrónica admite la generación, el envío, la recepción y el procesamiento sin problemas de facturas electrónicas a través de las fronteras de acuerdo con la Directiva europea y el estándar sobre facturación electrónica.[11]
- eSignature ayuda a crear y verificar firmas electrónicas de acuerdo con el Reglamento eIDAS.[12]
- eTranslation proporciona servicios de traducción automática que se pueden utilizar bajo demanda para traducir fragmentos de texto y documentos (servicio web), o integrarse directamente en una plataforma de servicios digitales. eTranslation se desarrolló en la Dirección General de Traducción (DGT) de la Comisión Europea y se lanzó oficialmente el 15 de noviembre de 2017. Se basa en el anterior servicio de traducción automática de la Comisión Europea - MT @ EC, que también había sido realizado por la DGT.[13][14]
- Infraestructura europea de servicios de cadena de bloques (EBSI) para aumentar la confianza entre las partes y mejorar la eficiencia de las operaciones[15]
- Once Only Principle (OOP) reduce la carga administrativa para las personas y las empresas. La POO es actualmente una acción preparatoria del CEF.[16]

### Partes involucradas
Los bloques de construcción se ofrecen como parte de CEF Digital, el brazo digital del programa en telecomunicaciones. La Dirección General de Redes, Contenidos y Tecnología de las Comunicaciones (CNECT) de la Comisión Europea es responsable de la definición de los componentes básicos. Su gestión e incorporación de usuarios está a cargo de la Dirección General de Informática (DIGIT). 
El bloque de construcción de eTranslation lo lleva a cabo y lo aloja la Dirección General de Traducción (DGT). La financiación de subvenciones del CEF apoya la adopción de los componentes básicos del CEF. Se organizan a través de Convocatorias de Propuestas y son administrados por la Agencia Ejecutiva de Innovación y Redes (INEA).